# Druivenkoers 2017
La Druivenkoers 2017, cinquantasettesima edizione della corsa, valida come evento di classe 1.1 dell'UCI Europe Tour 2017, si svolse il 23 agosto 2017 su un percorso di 196,4 km. Fu vinta dal belga Björn Leukemans, che terminò la gara in 4h54'25" alla media di 40,02 km/h.
Furono 61 i ciclisti in totale che completarono la gara.

## Squadre partecipanti
| N.      | Cod. | Squadra                      |
| ------- | ---- | ---------------------------- |
| 1-8     | WGG  | Wanty-Groupe Gobert          |
| 11-18   | LTS  | Lotto-Soudal                 |
| 21-28   | TLJ  | Team Lotto NL-Jumbo          |
| 31-38   | DEN  | Direct Énergie               |
| 41-48   | FVC  | Fortuneo-Vital Concept       |
| 51-58   | NIP  | Nippo-Vini Fantini           |
| 61-68   | RNL  | Roompot-Nederlandse Loterij  |
| 71-78   | SVB  | Sport Vlaanderen-Baloise     |
| 81-88   | WIL  | Vérandas Willems-Crelan      |
| 91-98   | WVA  | WB Veranclassic Aqua Protect |
| 101-108 | BIK  | Bike Channel Canyon          |

| N.      | Cod. | Squadra                        |
| ------- | ---- | ------------------------------ |
| 111-116 | CCB  | CCB Velotooler                 |
| 121-128 | CIB  | Cibel-Cebon                    |
| 131-138 | DCR  | Delta Cycling Rotterdam        |
| 141-148 | TJI  | Joker Icopal                   |
| 151-158 | MGT  | Madison Genesis                |
| 161-168 | MET  | Metec-TKH                      |
| 171-177 | ONE  | ONE Pro Cycling                |
| 181-188 | PSV  | Pauwels Sauzen-Vastgoedservice |
| 191-198 | PCW  | T.Palm-Pôle Continental Wallon |
| 201-207 | TIS  | Tarteletto-Isorex              |
| 211-218 | TCO  | Team Coop                      |

## Ordine d'arrivo (Top 10)
| Pos. | Corridore             | Squadra         | Tempo    |
| ---- | --------------------- | --------------- | -------- |
| 1    | Jérôme Baugnies       | Wanty-Gobert    | 4h54'25" |
| 2    | Amund Grøndahl Jansen | Lotto-Jumbo     | s.t.     |
| 3    | Xandro Meurisse       | Wanty-Gobert    | s.t.     |
| 4    | Justin Jules          | WB Veranclassic | s.t.     |
| 5    | Huub Duyn             | Veranda's       | s.t.     |
| 6    | Markus Hoelgaard      | Joker Icopal    | s.t.     |
| 7    | Preben Van Hecke      | Sp. Vlaanderen  | s.t.     |
| 8    | Julien Mortier        | WB Veranclassic | s.t.     |
| 9    | Victor Campenaerts    | Lotto-Jumbo     | s.t.     |
| 10   | Jasper Hamelink       | Metec-TKH       | s.t.     |